# Bill Talbert
William Franklin "Bill" Talbert (4 de septiembre de 1918 - 28 de febrero de 1999) fue un tenista de los Estados Unidos.
Su especialidad fue el dobles, modalidad en la que consiguió 5 títulos de Grand Slam. Su carrera supone un ejemplo al ser un deportista de elite que padecía de diabetes.

## Torneos de Grand Slam

### Finalista Individuales (2)
| Año  | Torneo                            | Oponente en la final | Resultado       |
| 1944 | US National Singles Championships | Frank Parker         | 4-6 6-3 3-6 3-6 |
| 1945 | US National Singles Championships | Frank Parker         | 12-14 1-6 2-6   |

### Campeón Dobles (5)
| Año  | Torneo                            | Pareja         | Oponentes en la final         | Resultado             |
| 1942 | US National Doubles Championships | Gardnar Mulloy | Ted Schroeder Sidney Wood     | 9-7 7-5 6-1           |
| 1945 | US National Doubles Championships | Gardnar Mulloy | Bob Falkenburg Jack Tuero     | 12-10 8-10 12-10 6-2  |
| 1946 | US National Doubles Championships | Gardnar Mulloy | Don McNeill Frank Guernsey    | 3-6 6-4 2-6 6-3 20-18 |
| 1948 | US National Doubles Championships | Gardnar Mulloy | Frank Parker Ted Schroeder    | 1-6 9-7 6-3 3-6 9-7   |
| 1950 | Campeonato Francés                | Tony Trabert   | Jaroslav Drobný Eric Sturgess | 6-2 1-6 10-8 6-2      |

### Finalista Dobles (4)
| Año  | Torneo                            | Pareja         | Oponentes en la final       | Resultado       |
| 1943 | US National Doubles Championships | David Freeman  | Jack Kramer Frank Parker    | 2-6 4-6 4-6     |
| 1944 | US National Doubles Championships | Pancho Segura  | Don McNeill Bob Falkenburg  | 5-7 4-6 6-3 1-6 |
| 1947 | US National Doubles Championships | Bill Sidwell   | Jack Kramer Ted Schroeder   | 4-6 5-7 3-6     |
| 1950 | US National Doubles Championships | Gardnar Mulloy | John Bromwich Frank Sedgman | 5-7 6-8 6-3 1-6 |
| 1953 | US National Doubles Championships | Gardnar Mulloy | Rex Hartwig Mervyn Rose     | 4-6 6-4 2-6 4-6 |